# Hrid Pregaznik
Koordinati:   44°46′40″N, 14°18′10″E
Hrid Pregaznik je majhen nenaseljen otoček v Jadranskem morju. Pripada Hrvaški.
Otoček leži pred zalivom Slanci na otoku Zeča. Njegova površina meri 0,017 km². Dolžina obalnega pasu je 0,55 km.